# Hôtel de Varengeville
El hôtel de Varengeville u hôtel de Guerchy es un hôtel particulier ubicada en el 217 del bulevar Saint-Germain, en el VII Distrito de París. Ahora es parte de la Casa de América Latina, asociada con el contiguo Hotel Amelot de Gournay.

## Historia

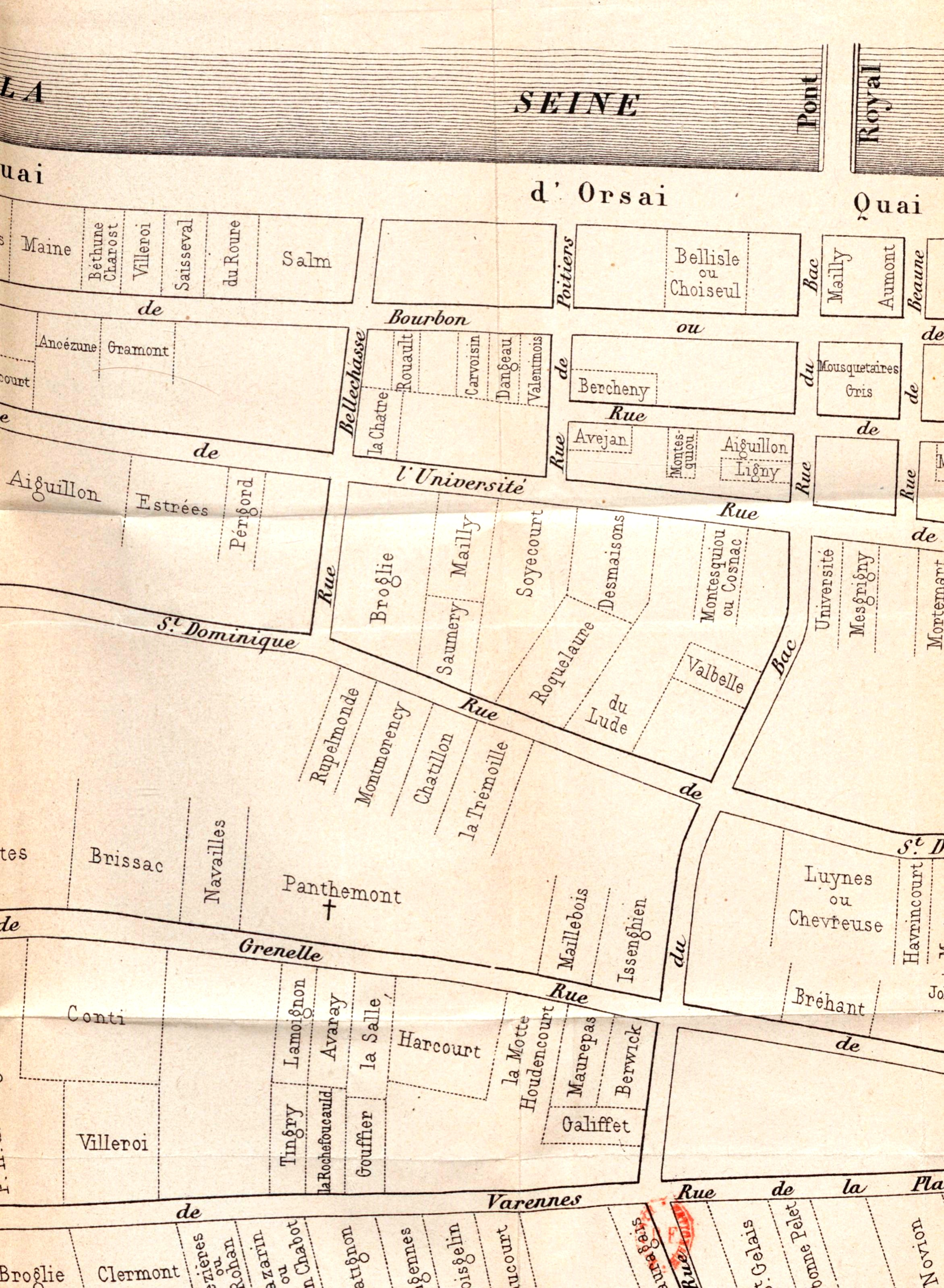
La ubicación del hotel dice aquí de Rupelmonde, en la rue Saint-Dominique, antes de la apertura del bulevar.

Charlotte-Angélique Courtin, viuda de Pierre Roque de Varengeville, embajador del rey en Venecia e hija de Honoré Courtin, consejero de Estado, hizo construirlo en 1704 por Jacques V Gabriel, en un terreno entre la rue de Grenelle y la rue Saint-Dominique.
Tenía entonces un solo piso en la planta baja, las dos crujías centrales del lado del jardín están rematadas por un frontón triangular. En el lado del patio, el hotel tiene una fachada más estrecha, parte del ancho del terreno está ocupado por un ala de dependencias y un patio de establos.
La hija menor del patrocinador, Jeanne-Angélique Roque de Varengeville, casada en 1702 con el mariscal de Villars, heredó la residencia a la muerte de su madre en 1732. Viuda a su vez en 1734, la vendió en 1736 a Marie-Marguerite d'Allègre, condesa de Rupelmonde, que vivió allí hasta su muerte en 1752.
El conde de Guerchy entonces lo compró y lo concedió por un tiempo a la casa formada por su hija con el conde d'Haussonville. Fue en este momento cuando se añadió la rotonda, en el centro de la fachada que da al jardín. La condesa de Guerchy también es propietaria del Hôtel de Gournay; la unidad de los dos hoteles vecinos se recreará en el siglo  XX en que se crea la Casa de América Latina. El conjunto fue luego arrendado a Charles-Daniel de Talleyrand-Périgord, padre de Talleyrand.
Tras la Revolución, se restableció la separación entre las dos propiedades y el Hôtel de Varengeville fue comprado por la familia Gontaut-Biron, que lo vendió casi un siglo después, en 1884, al neurólogo Jean-Martin Charcot.
La puerta de entrada y gran parte de las dependencias del hotel fueron destruidas en 1876, cuando se perforó el Bulevar Saint-Germain, que redujo el patio principal en dos tercios de su superficie. El hotel también se somete a la adición de un piso adicional.
Tras la muerte de Charcot, sus herederos vendieron el hotel a la Banque de l'Algérie . Después de la independencia del departamento, en 1962, el sitio es devuelto al Fondo de Pensionistas de la Banque de France, que es el propietario en la actualidad.
El hotel está alquilado desde 1946 a la Casa de América Latina, que organiza allí exposiciones culturales y lo subarrienda regularmente para eventos privados.

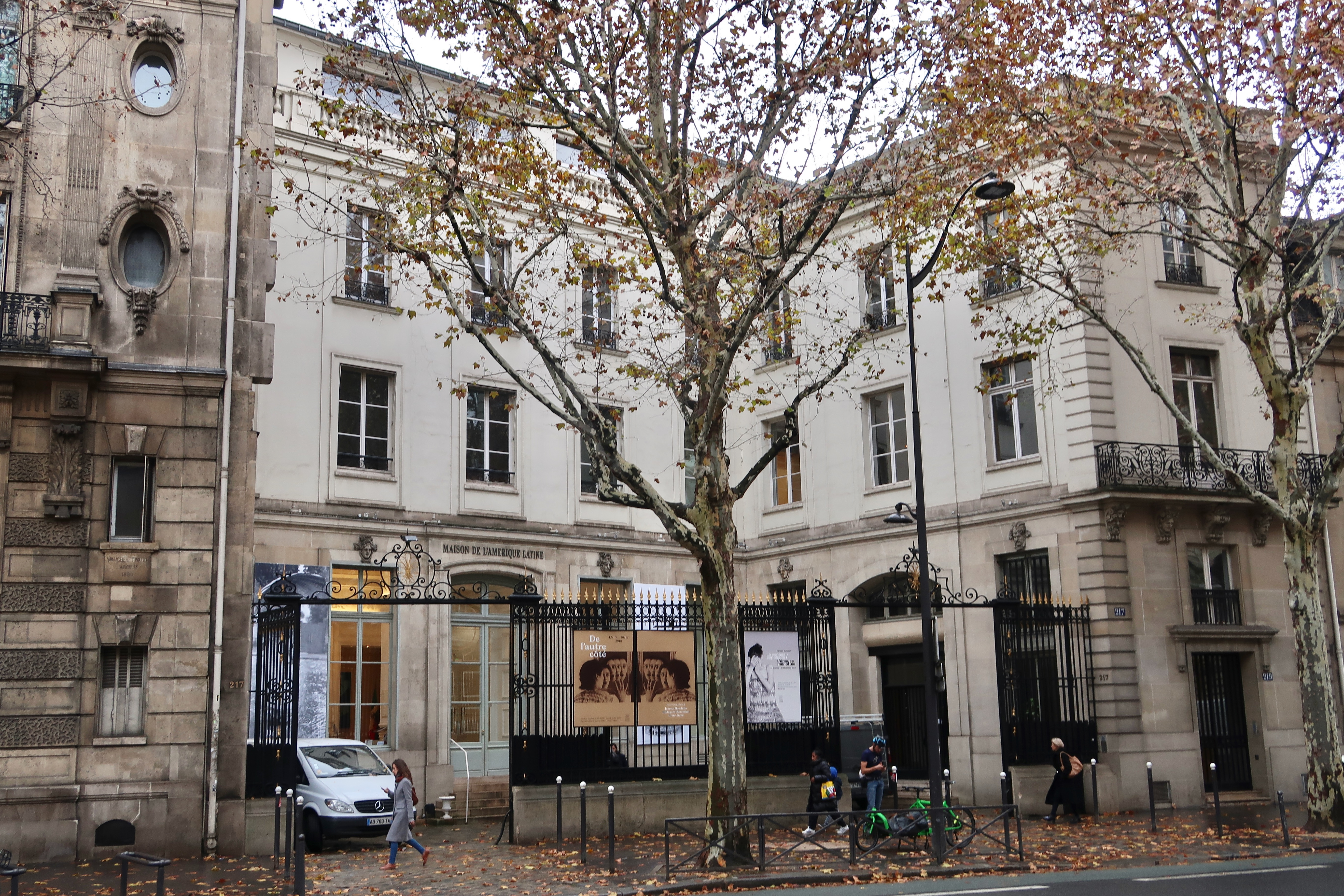
Hôtel de Varengeville, lado de la calle.

### Carpintería
Según el estudio científico del Museo Metropolitano de Arte, seguramente fue Marie-Marguerite d'Allègre quien encargó al escultor ornamental Nicolas Pineau, a finales de la primera mitad del siglo XVIII, carpintería de estilo rocalla para vestir los salones del hotel. Permanecieron allí hasta la extensa campaña de trabajo emprendida por Jean-Martin Charcot a raíz de la mutilación por la apertura del bulevar. Luego, la carpintería fue comprada por Frédéric Pillet-Will, quien la instaló en el Hôtel Pillet-Will cuando se construyó en 1887. En 1963, Japón compró este último hotel para albergar a su embajador en Francia y destruyó el edificio que albergaba los paneles. El coleccionista estadounidense Charles Bierer Wrightsman los adquirió para ofrecerlos al Museo Metropolitano de Arte de Nueva York donde están visibles desde entonces.

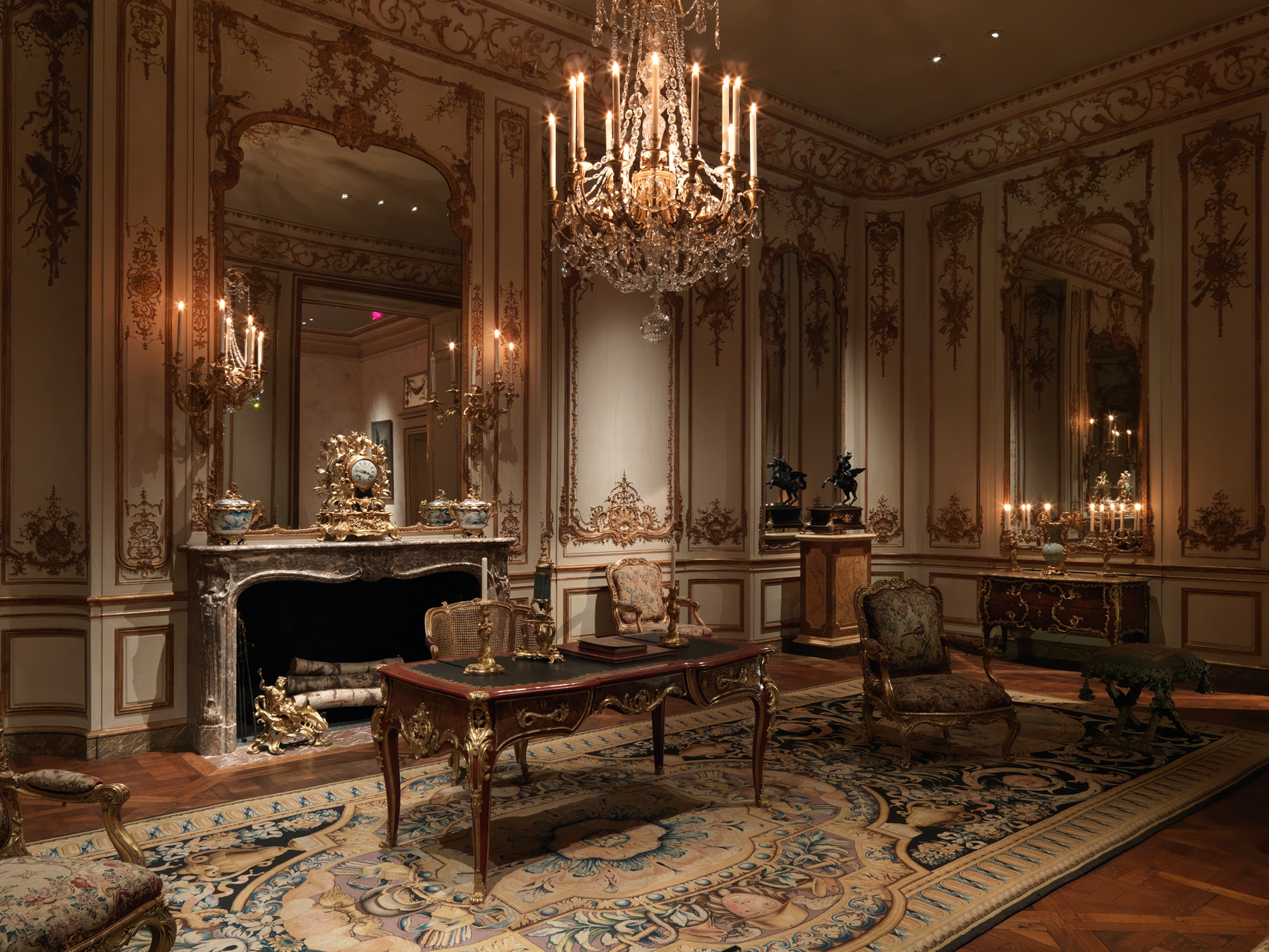
Carpintería del hotel presentada hoy en el Museo Metropolitano de Arte de Nueva York.